# قره‌داغ‌لی، اوجار
قره‌داغ‌لی (به لاتین: Qaradağlı) یک منطقه مسکونی در جمهوری آذربایجان است که در شهرستان اوجار واقع شده است. قره‌داغ‌لی ٣٣٠٧ نفر جمعیت دارد.